# Esthlogena monticola
Esthlogena monticola là một loài bọ cánh cứng trong họ Cerambycidae.